# Aanhouding

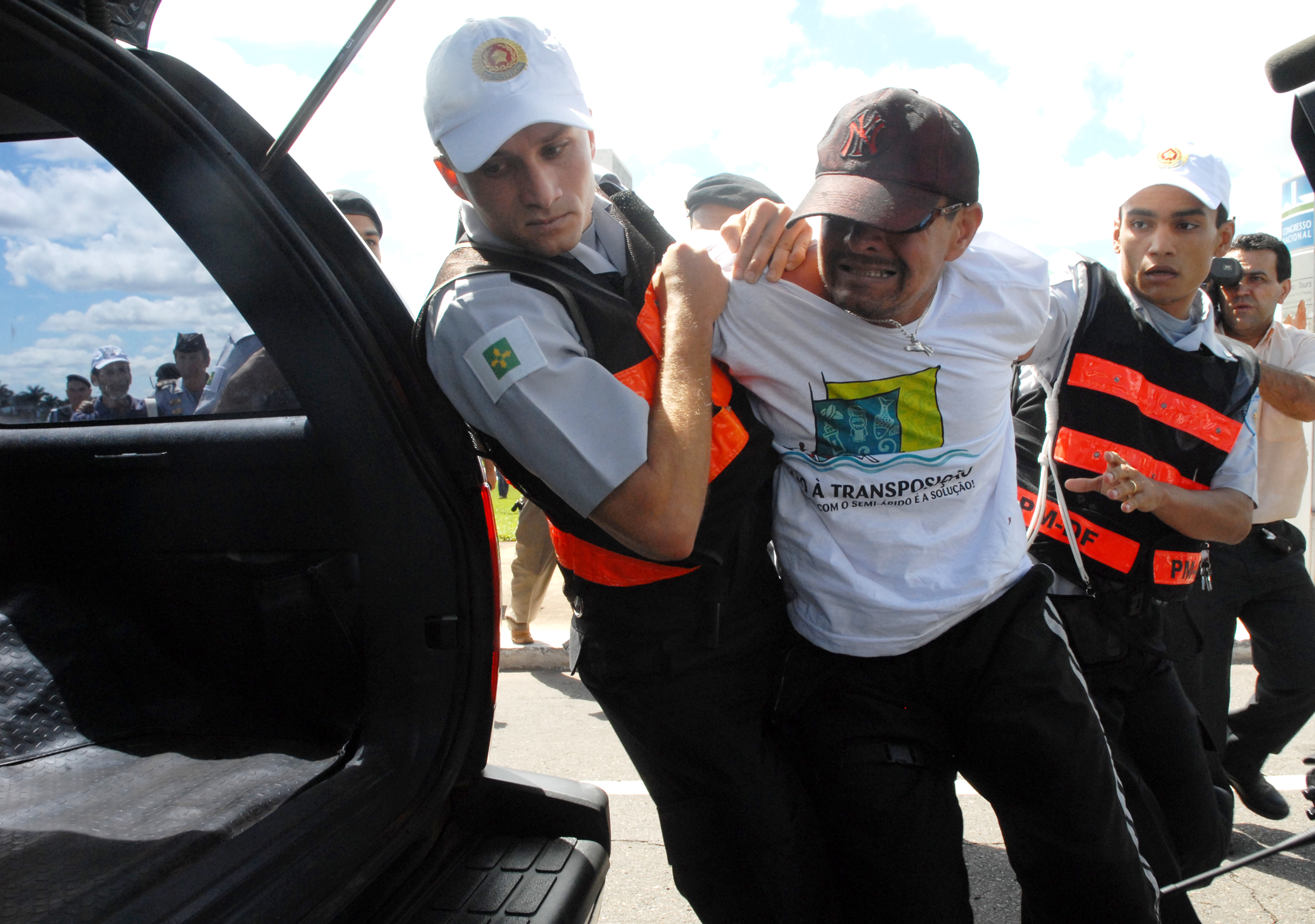
Voorbeeld van een aanhouding

Een aanhouding of arrestatie is wettelijk het meenemen van een verdachte naar een plaats voor verhoor (art. 53 Wetboek van Strafvordering). Dat kan gebeuren door opsporingsambtenaren, of, in geval van heterdaad, door burgers. De arrestant wordt beroofd van zijn bewegingsvrijheid, maar dat mag want hij is verdachte.
In de meeste gevallen mag een verdachte niet langer worden vastgehouden dan nodig voor het onderzoek, plus de tijd die een Officier van Justitie nodig heeft om te beslissen over het vervolg. Slechts bij zware misdrijven (misdrijven waar een maximumstraf op staat van meer dan vier jaar) is voorlopige hechtenis toegestaan, maar daar gelden ook strenge regels voor want een verdachte moet voor onschuldig worden gehouden zolang hij nog niet is veroordeeld.
De opsporingsambtenaar is verplicht de zaak zo snel mogelijk, liefst binnen een dag, voor te geleiden (onder de aandacht van de officier van justitie te brengen), zodat de officier kan beslissen of de aanhouding terecht was.
Aanhouding moet niet worden verward met staandehouding wat een lichtere vorm van vrijheidsbeperking is. Een verkeersovertreder zal over het algemeen door de politie staande worden gehouden, waarbij soms een proces-verbaal wordt opgemaakt. Werkt de overtreder daar normaal aan mee en is er verder geen sprake van strafbare feiten, dan wordt de overtreder niet aangehouden en kan hij zijn weg vervolgen.

## Onderscheid in het Nederlandse strafrecht
Er wordt een onderscheid gemaakt tussen enerzijds aanhouding op heterdaad en anderzijds aanhouding buiten heterdaad. Onder ontdekking op heterdaad wordt verstaan: 'wanneer het strafbare feit ontdekt wordt, terwijl het begaan wordt of terstond nadat het begaan werd' ex art. 128, lid 1 Sv. Dit onderscheid is voor de strafrechtelijke praktijk van belang omdat het bepaalt in welk geval wie bij welke strafbare feiten bevoegd is om de verdachte aan te houden. Een heterdaadsituatie reikt de meest extensieve bevoegdheden aan om een verdachte aan te houden. Art. 53 Sv, lid 1 zegt daarover: "in geval van ontdekking op heterdaad is een ieder bevoegd de verdachte aan te houden." Indien dus een strafbaar feit wordt ontdekt door een burger, wanneer dit gaande is of zeer kort geleden heeft plaatsgevonden, dan is een burger bevoegd om de verdachte aan te houden. Voorwaarde is dat de burger die de verdachte heeft aangehouden, de verdachte onverwijld overdraagt aan een opsporingsambtenaar.
Buiten heterdaadsituaties zijn alleen opsporingsambtenaren bevoegd om een verdachte aan te houden. In principe mag alleen de officier van justitie buiten heterdaad aanhouden. Kan diens komst niet afgewacht worden, mag de aanhouding gebeuren door een Hulpofficier van Justitie. Kan ook diens komst niet afgewacht worden, kan de aanhouding gebeuren door een bevoegd opsporingsambtenaar. Ook kan de aanhouding buiten heterdaad bevolen worden door de Officier van Justitie (gesignaleerde verdachte). Rechtmatige burgeraanhoudingen zijn in deze gevallen dus te allen tijde uitgesloten. Naast de vraag wie de verdachte in dergelijke gevallen mag aanhouden is ook de vraag van belang voor welke strafbare feiten een aanhouding mag geschieden. In art. 54 Sv komt naar voren dat buiten heterdaadsituaties alleen in die gevallen een aanhouding mag geschieden, ten aanzien van strafbare feiten waarvoor voorlopige hechtenis is toegelaten. Behoudens uitzonderingen kan als stelregel worden genomen: alle misdrijven waarop naar wettelijke omschrijving gevangenisstraf van vier jaar of meer is gesteld.

## Verzet

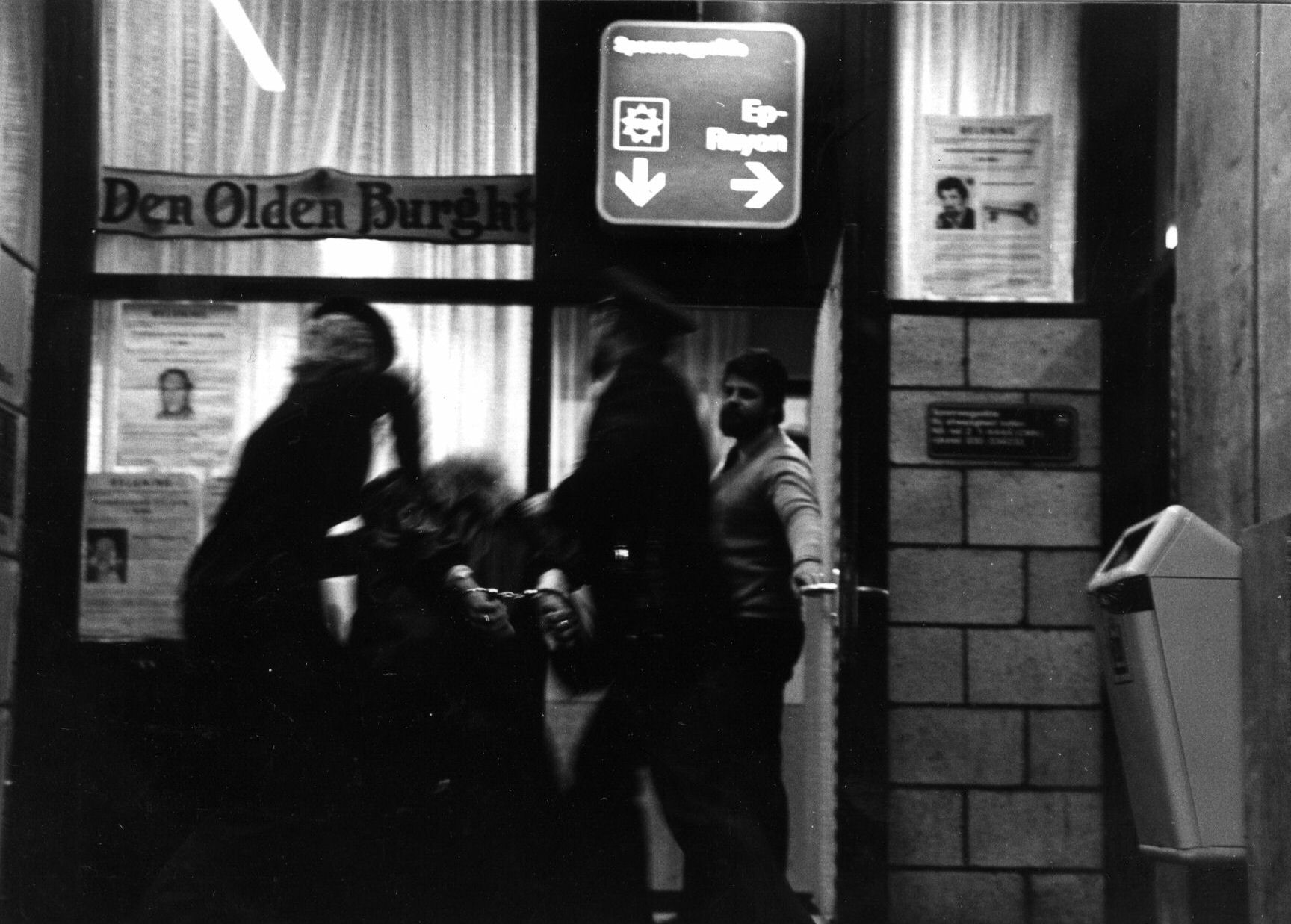
Beambten van de spoorwegpolitie arresteren een verdachte; 1983

Niet iedereen die aangehouden wordt laat zich rustig meevoeren. Bij veel arrestaties verzet de verdachte zich heftig. Hierbij kan hij zichzelf, de agenten en andere aanwezigen in gevaar brengen. Dit verzet heet wederspannigheid en is op zichzelf een misdrijf; Art 180 WvSr. Hiervoor zijn regels opgesteld.
- Als een verdachte zich verzet en overmeesterd wordt, moet hij altijd handboeien om zodat hij geen gevaar voor zichzelf of de anderen vormt bij het transport naar het politiebureau. Dit is uitsluitend voorbehouden aan een (algemeen) opsporingsambtenaar en de door de minister aangewezen buitengewoon opsporingsambtenaar (BOA). Burgers mogen de bewegingsvrijheid van de verdachte ook beperken mits dit proportioneel is.
- Een agent mag een verdachte alleen aanhouden, dit is echter niet aan te raden in verband met de veiligheid van de ambtenaar.
- Wanneer de verdachte zich verzet tegen de aanhouding, mag een agent geweld (waaronder pepperspray en bij verdachten van ernstige misdrijven, het vuurwapen) gebruiken om de verdachte te overmeesteren. Dit kunnen waarschuwingsschoten zijn en/of gerichte schoten.

## Etymologie
Het woord arrestatie komt van het Franse werkwoord arrêter wat stilzetten of stoppen betekent. Daarnaast heeft het werkwoord ook de betekenis arresteren, omdat bij een arrestatie de verdachte feitelijk in zijn handelen wordt gestopt, wordt stilgezet. Ook het Nederlandse woord aanhouden heeft deze betekenis. Denk bijvoorbeeld aan een paard aanhouden, het met teugels dwingen langzamer te gaan lopen of te laten stoppen.